# Verbandsgemeinde Hettenleidelheim

Lage der Verbandsgemeinde im Landkreis Bad Dürkheim

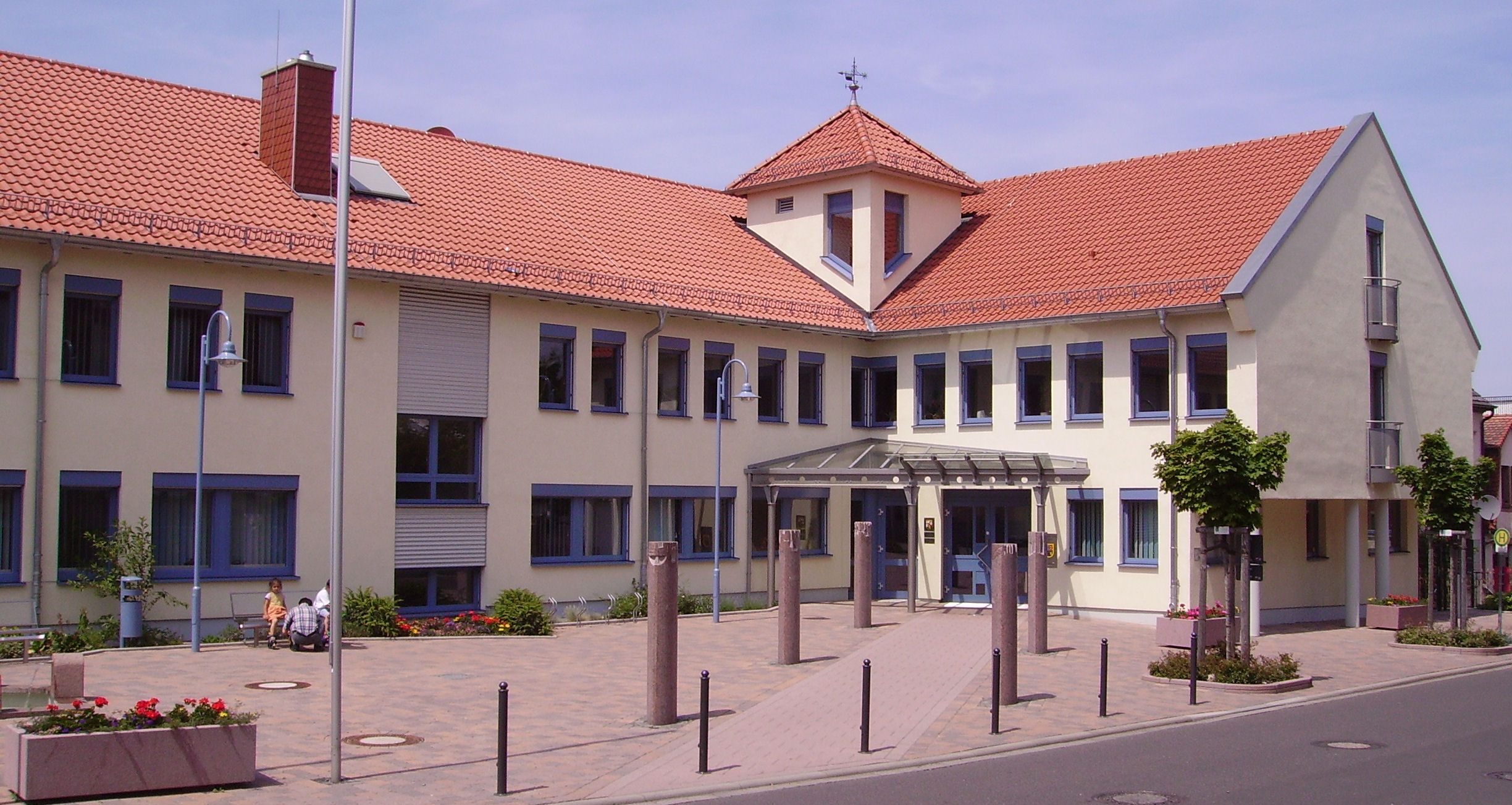
Verwaltung der ehemaligen Verbandsgemeinde

Die Verbandsgemeinde Hettenleidelheim war eine Gebietskörperschaft im Landkreis Bad Dürkheim in Rheinland-Pfalz. Der Verbandsgemeinde gehörten fünf eigenständige Ortsgemeinden an, der Verwaltungssitz war in der namensgebenden Gemeinde Hettenleidelheim.
Zum 1. Januar 2018 wurde die Verbandsgemeinde Hettenleidelheim aufgelöst, die zugehörenden Gemeinden wurden der neuen  Verbandsgemeinde Leiningerland zugeordnet.

## Verbandsangehörige Gemeinden
| Ortsgemeinde                      | Fläche (km²) | Einwohner |
| --------------------------------- | ------------ | --------- |
| Altleiningen                      | 11,47        | 1.740     |
| Carlsberg                         | 7,03         | 3.455     |
| Hettenleidelheim                  | 5,07         | 3.013     |
| Tiefenthal                        | 4,21         | 842       |
| Wattenheim                        | 12,53        | 1.526     |
| Verbandsgemeinde Hettenleidelheim | 40,31        | 10.576    |

(Einwohner am 31. Dezember 2015)

## Geschichte
Die Verbandsgemeinde Hettenleidelheim wurde 1972, so wie alle Verbandsgemeinden im damaligen Regierungsbezirk Rheinhessen-Pfalz, auf der Grundlage des „Dreizehnten Landesgesetzes über die Verwaltungsvereinfachung im Lande Rheinland-Pfalz“ neu gebildet. Bis dahin bestanden die aus der Pfalz (Bayern) (1816–1946) stammenden Verwaltungsstrukturen.

## Bevölkerungsentwicklung
Die Entwicklung der Einwohnerzahl bezogen auf das Gebiet der Verbandsgemeinde Hettenleidelheim zum Zeitpunkt ihrer Auflösung; die Werte von 1871 bis 1987 beruhen auf Volkszählungen:
| Jahr | Einwohner |
| 1815 | 4.370     |
| 1835 | 5.277     |
| 1871 | 6.178     |
| 1905 | 6.123     |
| 1939 | 6.634     |
| 1950 | 7.785     |

| Jahr | Einwohner |
| 1961 | 8.328     |
| 1970 | 9.221     |
| 1987 | 9.846     |
| 1997 | 10.926    |
| 2005 | 11.096    |
| 2015 | 10.576    |

## Politik

### Verbandsgemeinderat
Der Verbandsgemeinderat Hettenleidelheim bestand aus 28 ehrenamtlichen Ratsmitgliedern, die bei der Kommunalwahl am 25. Mai 2014 in einer personalisierten Verhältniswahl gewählt wurden, und dem hauptamtlichen Bürgermeister als Vorsitzendem.
Die Sitzverteilung im Verbandsgemeinderat:
| Wahl | SPD | CDU | GRÜNE | FDP | LINKE | FWG | WG AH | WG CH | Gesamt   |
| ---- | --- | --- | ----- | --- | ----- | --- | ----- | ----- | -------- |
| 2014 | 9   | 11  | 1     | –   | –     | 4   | 2     | 1     | 28 Sitze |
| 2009 | 9   | 10  | –     | 1   | 1     | 5   | 2     | –     | 28 Sitze |
| 2004 | 9   | 11  | –     | –   | –     | 6   | 2     | –     | 28 Sitze |

- FWG = Freie Wählergruppe Leiningerland e.V.
- WG AH = Wählergruppe Dennhardt Altleiningen-Höningen
- WG CH = Freie Wählergruppe Carlsberg-Hertlingshausen e.V.

### Bürgermeister
Erster Bürgermeister der neu gegründeten Verbandsgemeinde wurde der damalige Ortsbürgermeister von Hettenleidelheim, Werner Mittrücker (CDU), der dieses Amt von 1972 bis 1980 ausübte.
Von 1980 bis 2008 führte Helmut Rüttger (CDU) 28 Jahre lang die Verwaltung als Bürgermeister und prägte die Entwicklung der Region maßgeblich.
Ab 2008 übernahm Karl Meister (FWG) das Amt des Bürgermeisters und führte bis zur Auflösung und Fusion die Verbandsgemeinde.

### Wappen
Die Blasonierung des Wappens lautet: „In goldenem Schildbord, durch ein durchgehendes silbernes Kreuz geviert, oben rechts in Blau ein rotbewehrter silberner Adler, oben links in Rot fünf schwebende goldene griechische Kreuze 2:1:2, unten rechts in mit goldenen Kreuzen bestreutem schwarzem Feld ein schräggestellter silberner Schlüssel, mit dem Bart nach unten gekehrt, unten links in Schwarz ein wachsender rotbewehrter und -bezungter goldener Löwe.“
Das Wappen wurde 1985 von der Bezirksregierung in Neustadt genehmigt. Der Adler und die Kreuze stehen für die Leininger, der Schlüssel für das Hochstift Worms und der Löwe für die Kurpfalz. In deren Herrschaftsbereichen lagen die Gemeinden bis zur Französischen Revolution.